# ジェフリー・カッツェンバーグ

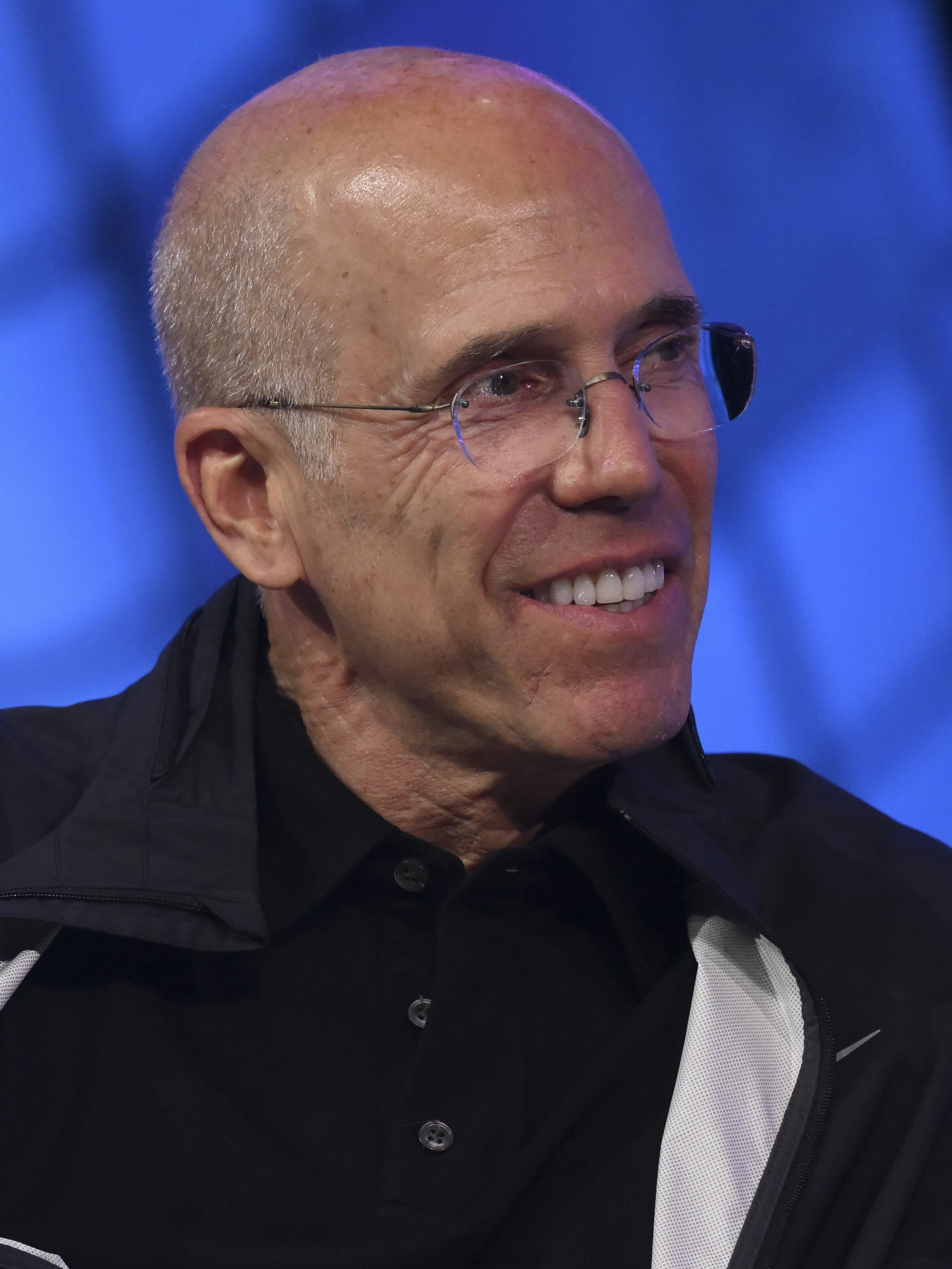
2022年

ジェフリー・カッツェンバーグ（Jeffrey Katzenberg、1950年12月21日 - ）は、アメリカ合衆国の映画プロデューサー。ユニバーサル・アニメーション・スタジオ代表取締役社長。倒産寸前のディズニー社を救った「救世主4人」のうちの1人でもある。

## 来歴
ニューヨーク州ニューヨーク生まれで、東欧ユダヤ系の血を引く。
ニューヨーク大学中退後、1975年に当時のパラマウント映画会長、バリー・ディラーのアシスタントとしてパラマウント映画へ入社。営業部を経てテレビ部門に移り、1979年に『スタートレック』をヒットさせる。当時の最高執行責任者マイケル・アイズナーとともにパラマウント映画の立て直しに貢献。
1984年にアイズナーはウォルト・ディズニー・カンパニーの最高経営責任者に就任する。アイズナーにディズニー入りを薦めたフランク・ウェルズが社長の二頭体制下でカッツェンバーグは低迷していたアニメ部門を含むディズニーの映画部門の責任者に就任した。彼は『ロジャー・ラビット』（1988年）、『リトル・マーメイド』（1989年）、『美女と野獣』（1991年）、『アラジン』（1992年）、『ライオン・キング』（1994年）など数々のヒット作を生み出す。ピクサーとの提携や、ミラマックスの買収も実現させ、ディズニーの第二次黄金時代を築いていった。
しかし1994年にアイズナーと対立しディズニーを辞職。同年に旧友のスティーヴン・スピルバーグ、デヴィッド・ゲフィンと共にドリームワークスSKGを設立する。この内幕についてアイズナーの側は4月に事故死したウェルズの後任にカッツェンバーグが自薦してきたがクリエイティヴ・アーティスツ・エージェンシーのマイケル・オーヴィッツを社長として迎えたのが原因と自伝で伝えている。実写部門をスピルバーグに、音楽部門をゲフィンに任せ、カッツェンバーグはアニメ部門を担当。『プリンス・オブ・エジプト』（1998年）、『ヨセフ物語 〜夢の力〜』（2000年）の製作総指揮を務め、2001年の『シュレック』は新たに設けられたアカデミー長編アニメ映画賞を初めて受賞した。
2004年にはアニメ部門をドリームワークス・アニメーションSKGとして分社化し、ニューヨーク証券取引所に株式公開した。2005年12月にドリームワークスSKGは古巣パラマウント映画を傘下に持つバイアコムに買収された。
2009年度の第37回アニー賞において、生涯功労賞にあたるウィンザー・マッケイ賞を受賞した。
2012年開催の第4回ガバナーズ賞（第85回アカデミー賞）において、ジーン・ハーショルト友愛賞が贈られた。
2017年の第70回カンヌ国際映画祭で、名誉パルム・ドールが授与された。